# Louis de Carné
Louis de Carné (Quimper, 17 febbraio 1804 – Plomelin, 11 febbraio 1876) è stato un politico, giornalista e storico francese.
Fu il fondatore del giornale Le Correspondant nel 1829, consigliere generale per Finistère e deputato dal 1839 al 1846.
Scrisse per il Journal des débats e per la Revue des deux mondes e fu uno dei fondatori della Société d'économie charitable e della Société internationale des études pratiques d'économie sociale.
Con il supporto degli oppositori del Secondo Impero Francese (Montalembert, Dupanloup e Guizot), venne eletto all'Académie française il 23 aprile 1863, al terzo scrutinio, contro Émile Littré.
Fu presidente della Société archéologique du Finistère fino alla morte.

## Opere
- Vues sur l'histoire contemporaine (1833)
- Guiscriff, scènes de la Terreur dans une paroisse bretonne, précédé d'une notice historique sur la chouannerie (1835)
- Des Intérêts nouveaux en Europe depuis la révolution de 1830 (1838)
- Du Gouvernement représentatif en France et en Angleterre (1841)
- Études sur les fondateurs de l'unité nationale en France (1842)
- Études sur l'histoire du gouvernement représentatif en France, de 1789 à 1848 (1855)
- Les Fondateurs de l'unité française : Suger, saint Louis, Duguesclin, Jeanne d'Arc, Louis XI, Henri IV, Richelieu, Mazarin. Études historiques (1856)
- La Monarchie française au dix-huitième siècle, étude historiques sur les règnes de Louis XIV et de Louis XV (1859)
- L'Europe et le second Empire (1865)
- Les États de Bretagne et l'administration de cette province jusqu'en 1789 (1868)
- Souvenirs de ma jeunesse au temps de la Restauration (1872).